# Kip
O kip, semiaportuguesado para kipe ou aportuguesado para quipe (plurais: kipes ou quipes) é a moeda oficial de Laos. Seu código ISO 4217 e LAK. Subdivide-se, apesar de estarem fora de circulação, em at.